# Melobi
Melobi (en llatí Melobius, en grec antic Μηλόβιος) fou un dels Trenta Tirans d'Atenes, un govern oligàrquic pro-espartà compost de trenta magistrats anomenats tirans, que succeí a la democràcia atenenca al final de la Guerra del Peloponès. Van pujar al govern el 404 aC.
Es trobava entre els que van ser enviats a la casa de Lísies i Polemarc per detenir-los i per confiscar les seves propietats. Després de la caiguda dels trenta tirans ja no se'l menciona més.